# Prodidomus opacithorax
Prodidomus opacithorax là một loài nhện trong họ Gnaphosidae.
Loài này thuộc chi Prodidomus. Prodidomus opacithorax được Eugène Simon miêu tả năm 1893.